# Пехотная дивизия «Шлагетер»
Пехотная дивизия «Шлагетер» (нем. Infanterie-Division "Schlageter") — тактическое соединение сухопутных войск вооружённых сил нацистской Германии, созданное в конце Второй мировой войны.

## История
Пехотная дивизия «Шлагетер» была сформирована 31 марта 1945 года в 10-м военном округе на территории учебного центра «Мюнстер» во время 35-й волны мобилизации Вермахта. Для её формирования были использованы остатки 299-й пехотной дивизии и 7 500 мужчин из 1-й дивизии Имперской службы труда. От Имперской службы труда в состав соединения вошли 1 500 человек рядового и унтер-офицерского состава, 2 500 обученных работников и 3 500 рекрутов службы. Дивизия принимала участие в боевых действиях на Западном фронте и была разгромлена в мае 1945 года. Остатки дивизии сдались в плен американским войскам.

## Почётное наименование
Дивизия была названа в честь Альберта Лео Шлагетера (нем. Albert Leo Schlageter), немецкого лейтенанта в отставке, члена фрайкора и партизан периода после Первой мировой войны, одного из главных мучеников в нацистском мартирологе.

## Местонахождение
- с марта по май 1945 (Германия)

## Подчинение
- 39-й танковый корпус 12-й армии группы армий «Висла» (31 марта — 8 мая 1945)

## Командиры
- генерал-лейтенант Вильгельм Хойн (31 марта — 8 мая 1945)

## Состав
- 1-й пехотный полк «Шлагетер» (Grenadier-Regiment Schlageter 1)
- 2-й пехотный полк «Шлагетер» (Grenadier-Regiment Schlageter 2)
- 3-й пехотный полк «Шлагетер» (Grenadier-Regiment Schlageter 3)
- Артиллерийский полк «Шлагетер» (Artillerie-Regiment Schlageter)
- Сапёрный батальон «Шлагетер» (Pionier-Bataillon Schlageter)
- Противотанковый артиллерийский дивизион «Шлагетер» (Panzerjäger-Abteilung Schlageter)
- Стрелковый батальон «Шлагетер» (Füsilier-Bataillon Schlageter)
- Батальон связи «Шлагетер» (Nachrichten-Abteilung Schlageter)